# Campeonato Baiano 1941
In 1941 werd het 37ste Campeonato Baiano gespeeld voor voetbalclubs uit de Braziliaanse staat Bahia. De competitie werd gespeeld van 11 mei 1941 tot 1 februari 1942 en werd georganiseerd door de FBF. Galícia werd kampioen.

## Eindstand
| Plaats | Club     | Wed. | W | G | V | Saldo | Ptn. |
| ------ | -------- | ---- | - | - | - | ----- | ---- |
| 1.     | Bahia    | 9    | 8 | 1 | 0 | 36:13 | 17   |
| 2.     | Galícia  | 9    | 4 | 1 | 4 | 26:24 | 9    |
| 3.     | Ypiranga | 8    | 3 | 1 | 4 | 21:22 | 7    |
| 4.     | Vitória  | 8    | 3 | 1 | 4 | 16:23 | 7    |
| 5.     | Botafogo | 8    | 0 | 2 | 6 | 17:34 | 2    |

|  | Kampioen |

## Kampioen
| Campeonato Baiano de 1941 |
| ------------------------- |
| GALÍCIA 2º Titel          |